# Bamba Ould Daramane
Bamba Ould Daramane (Rosso, 22 de junio de 1970) es un político mauritano, ministro de Comercio, Artesanía y Turismo.
Licenciado en Derecho por la Universidad de Nuakchot, especializado en derecho de seguros y derecho marítimo.
Ha ocupado diversos cargos en la Dirección de Asesoramiento Jurídico y Recuperación y en la Universidad de Nuakchot. Desde el 31 de agosto de 2008 es ministro de Comercio, Artesanía y Turismo en el gobierno bajo control militar surgido tras el golpe de Estado de ese mismo año, con Mulay Uld Mohamed Laghdaf como primer ministro.